# Joško Vlašić (atletičar)
Joško Vlašić (Split, 22. srpnja 1956.), hrvatski je bivši desetobojac i državni rekorder te atletski trener. Otac je svjetski poznate hrvatske atletičarke Blanke Vlašić.

## Atletska karijera
Od 1979. do 1983. godine bio je pet puta uzastopno prvak SFRJ u desetoboju.  Brončanu je medalju osvojio na Mediteranskim igrama u Splitu 1979., a zlatnu na Mediteranskim igrama u Casablanci 1983. godine. Prvi je hrvatski atletičar koji je probio granicu od 7000 bodova u desetoboju. Do danas stoji njegov državni rekord u desetoboju s 7659 bodova koji je postavio 1983.

## Trenerski uspjesi
Kao trener postigao je ove uspjehe: Srebrna medalja na Olimpijskim igrama, dvaput svjetsko zlato na otvorenome, četiri medalje na Svjetskim dvoranskim prvenstvima, zlato na Europskom prvenstvu na otvorenome i dva svjetska zlata u juniorskoj konkurenciji.

## Osobni život
Oženjen je Venerom i otac četvero djece (kći Blanka, sinovi Marin, Luka i Nikola).
1982. diplomirao je na Fakultetu za fizičku kulturu u Zagrebu i odjelu u Splitu.